# Alam (film)
Alam è un film del 2022 diretto da Firas Khoury. 
Lungometraggio d'esordio del regista palestinese che ne ha curato anche la sceneggiatura.
Racconta la resistenza palestinese all'occupazione israeliana da una prospettiva adolescenziale. Il protagonista è interpretato da Mahmood Bakri nel suo primo ruolo cinematografico.

## Trama
Tamer è un liceale palestinese residente in Israele, poco attento alla politica. Quando a scuola incontra Maysaa, una bella ragazza impegnata nella lotta per i diritti dei palestinesi, Tamer ne resta affascinato e vorrebbe impressionarla. Decide quindi di coinvolgere i suoi amici in un atto di resistenza organizzato da Maysaa. La missione dell'operazione, denominata Bandiera (in arabo "Alam"), è di sostituire la bandiera israeliana della scuola con quella palestinese, proprio nel giorno dell'indipendenza israeliana che coincide con l'anniversario della Nakba.

## Distribuzione
Il film è stato presentato in anteprima mondiale al Toronto International Film Festival, il 9 settembre 2022. In Italia, è stato proiettato nella sezione "Visioni per il Mondo", in concorso alla Festa del Cinema di Roma 2022, il 18 ottobre. Pluripremiato al Cairo International Film Festival, ha partecipato agli Asia Pacific Screen Awards l'11 novembre 2022.

## Riconoscimenti
- Cairo International Film Festival
  - 2022: Piramide d'Oro al miglior film
  - 2022: Premio del pubblico
  - 2022: Miglior attore straniero a Mahmood Bakri